# アフロ犬
アフロ犬（アフロけん）はアフロヘアーの犬のキャラクターである。
作者はあいみてつろう。
文具などの関連グッズと絵本がサンエックスから出ている。
また2001年に、アミューズメント機器向けプライズとしてエイブルコーポレーションよりアフロ犬ウルトラBIGが発売されている。その他にも同年には、3DCGアニメーションによるOVA『アフロ犬』も発売された。製作はサンライズ、発売はバンダイビジュアル。主題歌はTwo Ball Looの『もこもこアフロ犬』。

## キャラクターのプロフィール
普通の四つんばいの犬の頭にアフロをつけた姿。
現在架空の県のアフロ県在住。
性格は純真無垢でいつもごきげん。
性別不明、犬種アフロ犬。
リーゼン犬やファンキー犬などの髪型や体の模様の違う仲間が多数いる。
また、作者あいみてつろうをモチーフにした「アイミ犬」も存在する。